# Artem Volodimirovics Favorov
Artem Volodimirovics Favorov (ukránul: Артем Володимирович Фаворов; Kijev, 1994. március 19. –) ukrán utánpótlás-válogatott labdarúgó, a magyar Puskás Akadémia játékosa.

## Pályafutása

### Klubcsapatokban
Favorov az ukrán Dinamo Kijiv akadémiáján nevelkedett, a felnőtt csapatban azonban nem lépett pályára. 2013 és 2016 között az ukrán Obolony-Brovar Kijiv játékosa volt, melynek színeiben a 2015-2016-os szezonban ukrán másodosztályú gólkirály lett. 2016 és 2017 között az ukrán élvonalbeli Zirka Kropivnickij csapatában szerepelt, 2017 tavaszán pedig egy ideig kölcsönben a dán másodosztályú Vejle csapatánál. 2018 és 2019 között a Deszna Csernyihivben ötvennyolc élvonalbeli mérkőzésen lépett pályára, melyeken 15 gólt szerzett. 2020 januárjában szerződtette őt a Puskás Akadémia csapata. 2020 nyarán a Zalaegerszeghez került kölcsönbe a következő szezonra.
2024. augusztus 15-én az Ararat-Armenia elleni Konferencia Liga selejtező visszavágó mérkőzésen (3–3) a 90+4 percben szabadrúgásból ő lőtte az egyenlítő gólt, ezzel továbbjuttatta csapatát a következő fordulóba.

### A válogatottban
Többszörös ukrán utánpótlás-válogatott, 2014 és 2016 között nyolc alkalommal lépett pályára az ukrán U21-es labdarúgó-válogatott színeiben.
2014 januárjában meghívót kapott az ukrán U23-as válogatottba a Független Államok Közössége Kupára, de végül nem került be a szűkített keretbe.

## Magánélete
2022 márciusában, a csernyihivi ostrom idején testvérével, Denisz Favorovval és más játékosokkal együtt pénzt gyűjtött Csernyihiv városának védelmére.
2024 augusztusa óta ukrán-magyar kettős állampolgár.

## Sikerei, díjai
Obolony-Brovar Kijiv
- Ukrán másodosztály gólkirálya: 2016 (17 góllal)
- Ukrán második liga ezüstérmese (1): 2014–15
- Ukrán első liga bronzérmese (1): 2015–16

 FK Deszna Csernyihiv
- Ukrán első liga bronzérmese (1): 2017–18

 Puskás Akadémia
- Magyar labdarúgó-bajnokság ezüstérmes (1): 2024–25
- Magyar labdarúgó-bajnokság bronzérmes (3): 2019–20, 2021–22, 2023–24